# Acrocercops melantherella
Acrocercops melantherella là một loài bướm đêm thuộc họ Gracillariidae. Nó được tìm thấy ở Cuba.
Ấu trùng ăn Melanthera aspera và Melanthera deltoidea. Chúng có thể ăn lá nơi chúng làm tổ.